# Enforcado, arrastado e esquartejado

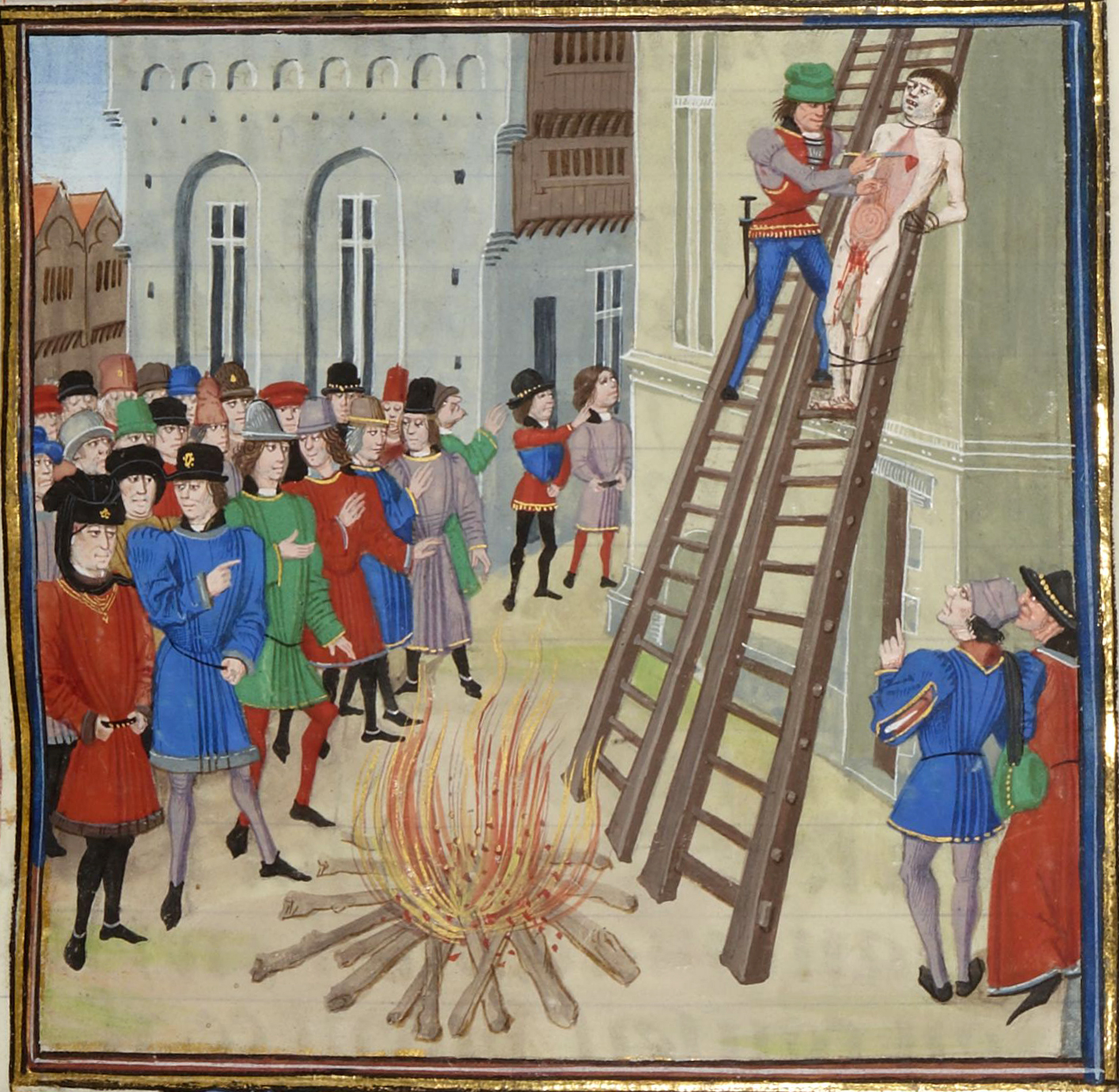
Execução de Hugo Despenser, o Jovem, conforme representada no Froissart de Luís de Gruuthuse

Hanged, drawn and quartered (literalmente "enforcado, arrastado e esquartejado") foi uma penalidade imposta a partir do ano 1351, na Inglaterra, aos homens condenados por alta traição, embora o ritual tenha sido registrado pela primeira vez durante o reinado do rei Henrique III (1216-1272). Os condenados eram presos a um obstáculo (ou painel de madeira) e arrastados por um cavalo até o local da execução, onde eles eram enforcados (quase ao ponto da morte), castrados, estripados, decapitados e esquartejados (cortados em quatro pedaços). Seus restos mortais eram muitas vezes exibidos em lugares de destaque em todo o país, tais como a London Bridge. Por razões de decência pública, as mulheres condenadas por alta traição eram queimadas na fogueira.
A severidade da sentença era medida de acordo com a gravidade do crime. Como um ataque contra a autoridade do monarca, a alta traição era considerada um ato deplorável, que exigia a forma mais extrema de castigo; embora alguns condenados tivessem suas sentenças modificadas e sofressem uma penalidade menos ignominiosa, durante vários séculos muitos homens considerados culpados de alta traição foram submetidos à sanção final da lei. Entre as vítimas estavam muitos padres católicos ingleses executados durante a era elisabetana e vários dos regicidas envolvidos na execução de Carlos I em 1649.
Embora a lei do Parlamento que define alta traição permaneça em livros jurídicos do Reino Unido, ela passou por um longo período de reformas durante o século XIX até ser abolida na Inglaterra em 1870. A pena de morte por traição foi abolida completamente apenas em 1998.